# Herzzentrum
Unter einem Herzzentrum versteht man den Zusammenschluss verschiedener Fachärzte und/oder Kliniken, die sich mit der Kardiologie, der Lehre von den Herz- und Kreislauffunktionen und -erkrankungen, befassen. Der Begriff Herzzentrum ist bisher nicht geschützt.
Herzzentren erbringen Leistungen der Herzchirurgie, der invasiven Kardiologie (z. B. Koronarangiographie, elektrophysiologische Untersuchung), der nichtinvasiven Kardiologie (z. B. EKG, Echokardiographie), der Angiologie sowie weitere Behandlungen, die mit der Wiedergenesung (Rehabilitation) zu tun haben.
In der Regel wird das Angebot einer umfassenden Komplettversorgung rund um die Uhr angestrebt.